# Grand Prix Cycliste de Québec 2015
Il Grand Prix Cycliste de Québec 2015, sesta edizione della corsa, valido come venticinquesimo evento dell'UCI World Tour 2015, si svolse l'11 settembre 2015 a Québec, nell'omonima provincia in Canada su un percorso di 201,6 km. Fu vinto dal colombiano Rigoberto Urán, che concluse la gara in 5h09'46" alla media di 39,13 km/h.
Alla partenza erano presenti 168 ciclisti dei quali 130 portarono a termine la gara.

## Squadre partecipanti
Partecipano alla competizione 21 squadre: oltre alle 17 formazioni World Tour, gli organizzatori hanno invitato tre team con licenza Professional Continental, Team Europcar, Bora-Argon 18 e Drapac Professional Cycling, e la Nazionale di ciclismo su strada del Canada. 
| N.      | Cod. | Squadra            |
| ------- | ---- | ------------------ |
| 1-8     | EQS  | Etixx-Quick Step   |
| 11-18   | SKY  | Team Sky           |
| 21-28   | MOV  | Movistar Team      |
| 31-39   | KAT  | Team Katusha       |
| 41-48   | TCS  | Tinkoff-Saxo       |
| 51-58   | AST  | Astana Pro Team    |
| 61-68   | BMC  | BMC Racing Team    |
| 71-78   | OGE  | Orica-GreenEDGE    |
| 81-88   | ALM  | AG2R La Mondiale   |
| 91-98   | TGA  | Team Giant-Alpecin |
| 101-108 | LAM  | Lampre-Merida      |

| N.      | Cod. | Squadra                     |
| ------- | ---- | --------------------------- |
| 111-118 | LTS  | Lotto-Soudal                |
| 121-128 | TFR  | Trek Factory Racing         |
| 131-138 | FDJ  | FDJ                         |
| 141-149 | TCG  | Team Cannondale-Garmin      |
| 151-158 | TLJ  | Team Lotto NL-Jumbo         |
| 161-168 | IAM  | IAM Cycling                 |
| 171-178 | EUC  | Team Europcar               |
| 181-188 | BOA  | Bora-Argon 18               |
| 191-198 | DPC  | Drapac Professional Cycling |
| 201-208 | CAN  | Canada                      |

## Ordine d'arrivo (Top 10)
| Pos. | Corridore          | Squadra       | Tempo    |
| ---- | ------------------ | ------------- | -------- |
| 1    | Rigoberto Urán     | Etixx-Q.      | 5h09'47" |
| 2    | Michael Matthews   | Orica-GreenE. | s.t.     |
| 3    | Alexander Kristoff | Katusha       | s.t.     |
| 4    | Tom-Jelte Slagter  | Cannondale    | s.t.     |
| 5    | Diego Ulissi       | Lampre        | s.t.     |
| 6    | Bauke Mollema      | Trek Factory  | s.t.     |
| 7    | Philippe Gilbert   | BMC Racing    | s.t.     |
| 8    | Tony Gallopin      | Lotto-Soudal  | s.t.     |
| 9    | Warren Barguil     | Giant-Alpecin | s.t.     |
| 10   | Greg Van Avermaet  | BMC Racing    | s.t.     |